# Zio Paperone (periodico 1987)
Zio Paperone è stata una rivista a fumetti dedicata all'omonimo personaggio dei fumetti della Disney pubblicata in Italia dal 1987 al 2008.

## Storia editoriale
Il primo numero della pubblicazione, edita dalla redazione libri della Mondadori, uscì nel dicembre 1987. Nella sua prima fase aveva periodicità mensile (nel gennaio 1988 uscirono però due numeri) e si proponeva di ristampare in ordine indicativamente cronologico le storie di Carl Barks pubblicate sulla testata Uncle Scrooge (quelle dello stesso autore pubblicate sui numeri di Four Color Comics intitolati a Donald Duck erano ristampate in numeri speciali denominati Zio Paperone Speciale Paperino). Le storie furono ritradotte letteralmente usando come edizione di riferimento la Carl Barks Library della Another Rainbow. L'apparato redazionale si limitava a una pagina di editoriale scritta da Piero Zanotto e da alcune note in sostituzione dei cosiddetti "A Pledge to Parents" (messaggi rivolti ai genitori al fine di rassicurarli dell'assenza di contenuti diseducativi) presenti negli albi originali. La prima fase della rivista dura quattordici numeri più tre numeri dello Speciale Paperino, per poi interrompersi per due anni, in seguito alla perdita dei diritti di pubblicazione da parte della Mondadori. 
Quando, due anni dopo, nel dicembre del 1990, la Disney Italia decise di riprendere il progetto, lo fece ripartire dal n. 15. La grafica della copertina, però, cambiò e venne inizialmente aggiunta una striscia in basso con la dicitura Speciale collezionisti, presente fino al n. 21, mentre nella parte superiore la testata è una scritta realizzata con dei lingotti d'oro, con a destra rispetto al lettore che guarda l'immagine di un Paperone grintoso che batte un pugno sul tavolo, opera di Giovan Battista Carpi. Le traduzioni sono a cura della caporedattrice Lidia Cannatella mentre il lettering è realizzato da Diego Ceresa. Le copertine sono generalmente di Barks, salvo poche eccezioni di Tony Strobl e Carl Von Buettner, mentre dal n. 27 sono opera generalmente di Franco Bruna che realizzerà le copertine fino al n. 69. Nella seconda fase (numeri 15-69) della pubblicazione mensile viene completata la ristampa di tutte le storie Disney di Carl Barks pre-pensionamento e vengono pubblicate molte delle storie post-pensionamento solo sceneggiate nella loro edizione degli anni sessanta-settanta (furono saltate molte delle storie delle Giovani Marmotte disegnate da Tony Strobl, Kay Wright e John Carey). Le traduzioni tuttavia non sono sempre fedeli e in particolare i dialoghi di molte storie subirono delle censure in nome del politicamente corretto, soprattutto per quanto concerne i riferimenti alla caccia, cattività, maltrattamento e uccisione degli animali (la storia Zio Paperone e l'elefante picchiettato ne soffrì particolarmente venendo completamente stravolta). Oltre all'editoriale, sono saltuariamente presenti alcuni redazionali (ad esempio il numero 25 vide l'introduzione dell'angolo della posta) ma la quasi totalità dell'albo è riempita dai fumetti. Nella seconda fase l'unico autore presente è Carl Barks (comprese le storie realizzate in collaborazione con altri autori), ma furono pubblicate eccezionalmente due storie non sue, Paperino e gli alligatori (sul n. 66) e Paperino multi multi miliardario (sul n. 68), disegnate entrambe da Frank McSavage, con la giustificazione che le copertine delle due storie erano state realizzate da Barks.
Dal n. 70 la testata viene modificata e posta al centro, sopra l'illustrazione, su sfondo bianco, opera di Marco Rota, che realizza anche l'illustrazione posta in quarta di copertina (sempre un personaggio su sfondo bianco). Da questo numero la pubblicazione smette di essere una opera omnia delle storie Disney di Barks (avendola ormai portata a termine, a eccezione delle storie post-pensionamento delle Giovani Marmotte) cominciando a pubblicare con regolarità storie di altri autori eredi dell'uomo dei paperi come Don Rosa, autore della Saga di Paperon de Paperoni, e Daan Jippes, Freddy Milton, Vicar, Branca, ma anche di artisti contemporanei di Barks come Jack Bradbury, Strobl, Scarpa, Murry, Fallberg, Cavazzano. Barks è comunque ancora presente, in quanto i curatori della pubblicazione decisero di ristampare con una nuova traduzione, lettering e colori le storie già uscite nei primi quattordici numeri e nei tre Speciale Paperino, in quanto ormai difficilmente reperibili. Inoltre furono pubblicate le storie post-pensionamento di Barks nella versione di Jippes (preferita a quella originale degli anni sessanta-settanta). L'apparato redazionale, a cura di Lidia Cannatella, Luca Boschi e Alberto Becattini, viene aumentato considerevolmente, con la presenza fissa di un angolo della posta e di numerosi articoli di approfondimento. Le traduzioni inizialmente sono sempre a cura della Cannatella, ma successivamente vengono affidate ad Alberto Becattini, mentre il lettering è realizzato, come nei numeri precedenti, da Diego Ceresa. Esaurito il materiale di Don Rosa, alla fine del 2006 la testata diventa bimestrale e pubblica soprattutto storie di autori olandesi. La pubblicazione si interrompe con il n. 216 ad agosto 2008.

## Ristampe
La Disney Italia tra il 2001 e il 2002 ha ristampato i primi 24 numeri, facilmente riconoscibili dagli originali data la presenza della dicitura sul retro "The Walt Disney Company Italia Spa - Ristampa dell'edizione originale (data)" e dall'assenza della scritta in copertina "Arnoldo Mondadori Editore".